# Кале (Виница)
Вижте пояснителната страница за други значения на Кале.
Калето, още Градище или Винишкото кале (на македонска литературна норма: Виничко кале, Кале), е крепост, съществувала през Античността и Средновековието, разположена над град Виница, Северна Македония.

## Местоположение
Крепостта е разположена югозападно от Виница на рид, извисен 40 – 70 m над Винишкото поле. Най-достъпен е от юг през малко седло, което изкуствено пресечено с отбранителна цел. В северното подножие на рида минава пътят Щип — Виница — Берово, в античността Астибо — Баргала — Партикопол. Стар планински път тръгва от Калето на юг и през Плачковица изблиза в Радовишкото поле.
Крепостната стена обхваща 3,2 ha (320 х 140 m).

## История

### Разкопки
Археологическо проучване на крепостта под името Градище пръв прави в 1954 година Миодраг Гърбич. В 1959 година на Винишкото кале проучвания правят Милутин и Драга Гарашанин, публикувани в статията „Археологически бележки за проучванията в Източна Македония“ от 1959 година. В 1978 година експедицията на Археологическия музей, начело с Цоне Кръстевски също прави оглед, а от 1985 година започват разкопки, които продължават и в XXI век. Първоначално разкопките са защитни, а скоро стават и систематични и разкриват стратиграфията на археологическия обект. Водени са от Коста Балабанов и Цоне Кръстевски, които правят серия публикации.
На 17 юли 1992 година Калето е обявено за паметник на културата.

### Античност
От Античността са открити изписани вази и монети на Филип II Македонски. Крепостната стена е изградена в IV век с хоросан, като обхваща 2 ha. В VI век стената е обнована заедно с челната кула и на югоизточната част е дозидана нова кула с вход през нея. В 1985 – 1990 година тук е разкрита ранохристиянска църква, част от магазин с вкопани питоси и до него част от богата къща с перистил, която вероятно е била епископската резиденция. В нея са открити много керамични плочки с релефни изображения на библейски сцени – така наречените Винишки теракотени икони, с които са били украсени стените. Сградите са пострадали от пожар и са били цялостно разрушени в VI век – открити са много монети на Юстин II от 569 – 570 година.
Според видния археолог Иван Микулчич, съдейки по концентрацията на 10 базилики във Виница и околността, макар и малка крепостта е била издигната в епископски център – може би Келенидин.

### Средновековие
В Горния град (акропола) в южния дял на кастела, който е голям 0,4 ha, в средновековието е издигната нова стена върху разрушената късноантична. Обновена е и челната кула. Зидарията е по-слаба, без хоросан. В северозападната част на новата крепост е оформено гробище. В гробовете са открити накити от X – XIII век. Обновена е вероятно базиликата в средния кораб.